# The Walking Dead (temporada 4)
La quarta temporada de The Walking Dead, una sèrie de televisió de terror post-apocalíptica estatunidenca a AMC, es va estrenar el 13 d'octubre de 2013 i va concloure el 30 de març de 2014, que consta de 16 episodis. Desenvolupada per a televisió per Frank Darabont, la sèrie es basa en la sèrie homònima de còmics de Robert Kirkman, Tony Moore i Charlie Adlard. Va ser productor executiu per Kirkman, David Alpert, Scott M. Gimple, Greg Nicotero, Tom Luse i Gale Anne Hurd, amb Gimple assumint el paper de showrunner després de la sortida de Glen Mazzara de la sèrie. La quarta temporada va ser ben rebuda per la crítica. Va ser nominada a diversos premis i va guanyar tres, inclosa Millor sèrie de televisió per cable sindicada per segon any consecutiu, als 40è Premis Saturn
Aquesta temporada adapta material dels números 40-61 de la sèrie de còmics i presenta personatges de còmics notables, com Bob Stookey (Lawrence Gilliard Jr.), Sgt. Abraham Ford (Michael Cudlitz), el doctor Eugene Porter (Josh McDermitt) i Rosita Espinosa (Christian Serratos), així com la família Chambler, una versió modificada de la família Chalmers d'una novel·la vinculada, The Walking Dead: Rise of el Governador.
La temporada continua la història de Rick Grimes (Andrew Lincoln) i el seu grup de supervivents mentre segueixen sobrevivint en un món postapocalíptic envaït per zombis devoradors de carn, anomenats "caminadors". Ambientat diversos mesos després de l'intent d'atac a la presó per part El Governador (David Morrissey) i el seu exèrcit, Rick ha renunciat al seu lideratge per viure una vida tranquil·la i més pacífica en contrast amb la seva naturalesa freda de la temporada anterior. Esforçant-se per mantenir la humanitat, Rick i els seus companys supervivents lluiten per mantenir a prop d'una vida ideal a la presó a mesura que sorgeixen problemes davant d'un nou mal i amenaces dins i fora de les instal·lacions, inclosa una soca mortal de grip i el retorn de el governador venjatiu.

## Episodis
| # | Núm. | Títol original                | Dirigit per           | Escrit per                        | Data d'estrena als Estats Units |
| --- | ---- | ----------------------------- | --------------------- | --------------------------------- | ------------------------------- |
| 36 | 1    | «30 Days Without an Accident» | Greg Nicotero         | Scott M. Gimple                   | 13 d'octubre de 2013            |
| = Després de rescatar els ciutadans de Woodbury, la presó s'ha convertit en un lloc ideal i tranquil per als supervivents que mantenen els caminants allunyats de l'entrada. Dins d'ella, per tal de gestionar tota la comunitat, va néixer un consell format per Daryl, Sasha, Glenn, Carol i Hershel. Mentrestant, Tyreese abraça una història d'amor amb Karen, l'única supervivent de la massacre del governador. Michonne, amb ganes de venjar l'Andrea, segueix el rastre del mateix Philip i espera trobar-lo a Macon. En Rick, que ha anat al bosc per comprovar les trampes establertes per eliminar el major nombre possible de persones errades, coneix una dona anomenada Clara. Tot i que sospita, considera ajudar-la a ella i al seu marit, i és conduït al seu campament. En arribar al lloc dels fets, la Clara intenta matar en Rick per alimentar-lo al seu marit, que en realitat és un zombi. En no fer-ho, desesperada s'apunyala a l'estómac, amb la intenció de convertir-se en zombi només per estar a prop del seu marit: davant la bogeria de la dona, en Rick veu en ella en què podria haver esdevingut després de la mort de la Lori. Mentrestant, Daryl porta un petit grup a un supermercat. Al grup hi ha els nouvinguts Bob Stookey, un antic metge de l'exèrcit que té problemes amb l'alcohol, i Zach, un jove vinculat sentimentalment amb Beth. Quan Bob, trepitjant la prestatgeria d'alcohol, fa que s'enfonsi, quedant-se enganxat a sota, els zombis del terrat es veuen atrets pel soroll i comencen a caure del terrat de l'edifici (l'estabilitat del qual es veu compromesa per un helicòpter que s'estavella sobre ell). Al supermercat, mirant des del sostre. En un intent d'alliberar en Bob, Zach mor per ser mossegat per zombis i aixafat per l'helicòpter. De tornada a la presó, Daryl li explica a la Beth el que va passar, però ara és indiferent a aquestes tragèdies i reinicia mecànicament el comptador de dies sense incidents. Mentrestant, Carl descobreix que les lliçons d'història dels nens de la Carol són un pretext per ensenyar-los a utilitzar les armes per defensar-se, sense que en Rick ho sap. Un noi, present a les classes de la Carol, Patrick, que sembla malalt, comença a sentir-se malament durant la nit i mor, despertant-se com un zombi. |      |                               |                       |                                   |                                 |
| 37 | 2    | «Infected»                    | Guy Ferland           | Angela Kang                       | 20 d'octubre de 2013            |
| = Una misteriosa figura, durant la nit, atrau els vagabunds a la tanca de la presó donant-los ratolins de menjar. Mentrestant, Patrick, ara vagabund, ataca uns presoners mentre dormen. Al matí, al bloc D esclata el pànic quan a hores d'ara diverses persones s'han convertit en vagabunds. Michonne, només per anar a Macon, torna després d'escoltar els trets, però a l'entrada de la presó és atacada per zombis, que es retorcen el turmell; Carl i Maggie aconsegueixen rescatar-la i portar-la a un lloc segur. Rick i els altres aconsegueixen restablir l'ordre, però els errants reclamen diverses víctimes civils, inclòs Ryan Samuels, que confia a Carol les seves dues filles, Lizzie i Mika. Les dues noies experimenten la difícil separació del seu pare, i encara es mostren febles donada la seva edat, incapaces de mantenir el cap fred. Hershel i els metges del grup, Caleb Subramanian i Bob, arriben a la conclusió que s'enfronten a una epidèmia de pneumònia pneumocòcica. El Consell es reuneix i decideix posar en quarantena la xicota de Tyreese, Karen, i un altre xicot, David, que comencen a tenir símptomes. Mentrestant, els errants, atrets pel soroll, s'amunteguen a les portes de la presó, arriscant-se a enderrocar la tanca, però en Rick amb l'ajuda de Daryl sacrifica els porcs per allunyar-los. Carl confessa al seu pare que es va veure obligat a utilitzar l'escopeta per ajudar en Michonne i revela que Carol està ensenyant als nens a utilitzar les armes. Rick decideix no dir-ho als seus pares i torna la seva arma al seu fill, després d'haver recuperat una mica de fe en ell. Més tard, Tyreese, visitant la Karen, descobreix un rastre de sang que condueix als cossos carbonitzats de David i la noia. |      |                               |                       |                                   |                                 |
| 38 | 3    | «Isolation»                   | Dan Sackheim          | Robert Kirkman                    | 27 d'octubre de 2013            |
| =Tyreese informa a Rick, Daryl i Carol de l'assassinat de Karen i David. Rick intenta calmar-lo, però Tyreese està furiós i esclata una baralla entre els dos. Refredat, Rick promet trobar la persona responsable del que va passar. Mentrestant, les persones en risc (nens i gent gran) i els malalts queden aïllats en dues zones diferents respectivament. Mentrestant, Sasha, Glenn, Lizzie i el doctor Caleb també cauen malalts. Durant la reunió del consell, Hershel suggereix buscar antibiòtics a la facultat de veterinària de West Peachtree Tech, a unes 50 milles de la presó. Daryl, Michonne, Bob i Tyreese van a la universitat. Mentrestant, Hershel agafa unes baies de saüc i, malgrat les protestes de Rick i Maggie, s'aïlla per alleujar el patiment dels malalts i poder fer-los durar una mica més, inevitablement romanent infectats. Mentre estan a la carretera, Daryl i els altres intercepten un senyal de ràdio amb veus humanes, però la distracció els porta a acabar enmig d'una enorme horda de caminants que ràpidament envolten el seu cotxe. Aleshores, el grup deixa el cotxe i fa camí pel bosc. A la presó, en Rick s'adona que la dedicació de Carol al grup l'ha portat a matar la Karen i el David en un intent d'aturar l'epidèmia, i ella confirma la seva hipòtesi. |      |                               |                       |                                   |                                 |
| 39 | 4    | «Indifference»                | Tricia Brock          | Matthew Negrete                   | 3 de novembre de 2013           |
| = Mentre espera el retorn del grup de Daryl, en Rick va a un reconeixement amb Carol per trobar subministraments i medicaments per als altres. Durant el viatge, els dos tenen l'oportunitat de parlar del tema de la Karen i el David. Arribats a un poble desolat, els dos es troben amb una parella de supervivents dins d'una casa, Sam i Ana, que demanen ser benvinguts a la presó. Mentrestant, Daryl i els altres troben un altre cotxe i van a la facultat de veterinària, el seu objectiu. Després d'haver recuperat la droga, Bob arrisca la seva vida quan ho fa tot per recuperar la seva motxilla de les urpes dels caminants: resulta, però, que a dins només hi ha una ampolla de whisky. Decebut pel seu comportament, Daryl s'enfronta a Bob frontalment, jurant que no el deixaria sortir amb la seva. De tornada al cotxe, Michonne anuncia als altres que vol deixar de buscar el governador. Mentrestant, Rick i Carol confien un rellotge i dues pistoles als nois amb la promesa d'estar-hi al cap de dues hores, després d'haver escorcollat el barri. De tornada a la trobada, els dos troben el cos de l'Ana i cap rastre de Sam. Després de l'enfrontament de les posicions del dia, Rick decideix allunyar a Carol del grup: la dona ja no és la feble i maltractada pel seu marit, i està convençuda que podrà sobreviure sola. La Carol lliura el rellotge a Rick i els dos, pujant als seus respectius cotxes, prenen camins diferents. |      |                               |                       |                                   |                                 |
| 40 | 5    | «Internment»                  | David Boyd            | Channing Powell                   | 10 de novembre de 2013          |
| = A la presó, Hershel, ajudat pels febrils, Glenn i Sasha, intenten de totes maneres ajudar els malalts del bloc A i guanyar temps esperant que els altres tornin. En Rick, mentrestant, torna a la presó i revela sobre Carol a Maggie i al seu pare. Mentre Rick i Maggie intenten mantenir les tanques al seu lloc per mantenir els caminants fora, la situació interior empitjora: alguns malalts, inclòs el doctor Caleb, moren i, despertant-se com caminants, provoquen pànic. En escoltar un tret, en Rick li diu a la Maggie que vagi al bloc A per ajudar el seu pare, mentre ell demana a Carl que l'ajudi amb la tanca. Malgrat els seus millors esforços, els zombis trenquen la tanca i Rick agafa un rifle d'assalt de mala gana i en regala un a Carl. Un al costat de l'altre, pare i fill, aconsegueixen abatre a tots els caminants que han entrat al pati. A l'interior, Hershel i la Maggie entrant aconsegueixen restablir la calma eliminant els zombis. Finalment, el grup de Daryl també torna a la presó i, gràcies als medicaments, els malalts comencen a curar-se. Mentrestant, a pocs metres, el Governador observa en silenci la presó. |      |                               |                       |                                   |                                 |
| 41 | 6    | «Live Bait»                   | Michael Uppendahl     | Nichole Beattie                   | 17 de novembre de 2013          |
| = Després de la massacre dels habitants de Woodbury, el Governador se'n va amb Martínez i Shumpert, però aviat els dos l'abandonen, deixant-lo sol. De tornada a Woodbury, ara envaït pels zombis, destrueix i crema el que en queda. Després de dos mesos passat sol al carrer, es troba amb una petita família formada per dues germanes, Tara i Lilly Chambler, la petita Meghan, filla d'aquesta, i el pare de les dones, David, un home gran que pateix càncer de pulmó, nes va mantenir amb vida gràcies a les bombones d'oxigen que li havien aconseguit. Philip (el governador) es presenta com Brian Heriot, un nom que es veu escrit a una paret, i després d'una inèrcia inicial, es fa útil procurant dos tancs d'oxigen més a la casa de jubilats propera. Philip i Meghan comencen a unir-se, ell la veu com la filla perduda i el nen que hi ha en ell el pare desaparegut. David, ja malalt terminal, mor davant dels altres, ressuscitant poc després i atacant la Tara. Philip es veu obligat a matar-lo davant de dones, causant por a Meghan. Durant la nit, en Felip crema la seva foto amb la seva dona i la seva filla, i decideix marxar. La Lilly, però, el convenç de portar-los amb ell, i els quatre marxen a bord de la furgoneta de queviures de la qual David havia estat el conductor. Meghan encara té por de Philip, però la Lilly s'uneix emocionalment amb l'home, passant una nit amb ell. Durant el trajecte, la furgoneta es trenca i el grup es veu obligat a continuar a peu, però aviat es topa amb una horda de caminants. Per escapar, Meghan confia en Philip, però mentre corren cauen a un pou. L'home elimina els caminants prometent-la defensar-la costi el que costi. Immediatament després, un Martínez sorprès apareix per sobre de la fossa. |      |                               |                       |                                   |                                 |
| 42 | 7    | «Dead Weight»                 | Jeremy Podeswa        | Curtis Gwinn                      | 24 de novembre de 2013          |
| = Martínez accepta donar la benvinguda a Philip i a les noies al seu nou grup, sempre que accepti que ell està al capdavant i que tothom ha de cooperar. Inicialment, l'antic governador apareix canviat als ulls de Martínez, que li diu que Shumpert ha mort. Philip, però, aviat dubta que el comandament de Martínez pugui garantir la seguretat, i se'n desfà, encara que amb remordiment, escenificant un accident. El lideratge del camp passa així a Pete que, als ulls de Philip, es mostra incapaç. Després d'intentar escapar amb les noies, torna sobre els seus passos i mata en Pete, però no l'acaba definitivament, sinó el llast i el llença al riu, per entendre si l'aigua pot ser un element dissuasiu per als caminants. Llavors convèncer el seu germà Mitch, ja en desacord amb el seu parent, d'aliar-se amb ell, Philip es converteix en el líder del camp, que però presenta molts defectes en les seves defenses i un errant aconsegueix colar-se, posant en perill la vida de Meghan. Philip s'adona que necessita un lloc millor per protegir la seva gent. Després va a la presó i veu Hershel i Michonne, que han sortit a cremar els cadàvers dels que no havien sobreviscut a la malaltia, apuntant-los amb la pistola. |      |                               |                       |                                   |                                 |
| 43 | 8    | «Too Far Gone»                | Ernest Dickerson      | Seth Hoffman                      | 1 de desembre de 2013           |
| = Philip captura Hershel i Michonne i els porta al camp com a presoners. El governador convenç al seu poble que necessita presó per estar realment segur i que té un pla per aconseguir-ho sense vessar sang. Malgrat l'intent d'Hershel de dissuadir-lo i proposar-los que visquin tots junts, Philip continua amb el seu pla. A la presó, Rick informa a Daryl sobre Carol i, tot i estar enfadat per la decisió, accepta acompanyar-lo a Tyreese per informar-lo. Aquest últim els anticipa afirmant que el culpable és el mateix que havia atret els zombis amb els ratolins, però, abans que en Rick pugui explicar-se, són interromputs per un fort soroll. El governador i els seus homes apareixen armats a l'entrada amb els dos ostatges, i han disparat un tret d'advertència amb un tanc, demanant parlar amb Rick: Philip els ordena que surtin de la presó a canvi de seguretat. Mentrestant, al campament Meghan és sorprès per un zombi i mossegat. A la presó, Rick demana al governador que es reconsideri, proposant que tothom visqui dins de la presó. Com a resposta, Philip, trobant-se difícil discutir favorablement, força la seva mà i mata a Hershel, iniciant un ferotge baralla. En aquell moment, Lilly arriba amb el cos de Meghan, i Philip, furiós, els ordena que avancin i matin tothom. Durant la batalla, els habitants de la presó se separen i l'autobús amb els indefensos marxa sense molts d'ells, marxa per cobrir la fugida. La Maggie, després d'agafar a Glenn a l'autobús, troba en Bob i en Sasha. La Lizzie i la Mika també es troben entre els que es queden enrere i, armats amb pistoles, maten alguns invasors mentre salven en Tyreese. Michonne, va aconseguir alliberar-se, intervé en la baralla que va esclatar entre Rick i Philip, ferint mortalment aquest últim. Beth, deixada enrere per buscar els nens, es troba amb Daryl. Lilly, afligida, mata el governador que ara mor. Rick, ferit a la cama durant el tiroteig, troba en Carl, però els dos descobreixen l'ou amb sang de Judith, pensant en el pitjor. Pare i fill, se'n van al bosc, mentre que la presó és ara destruïda i envaïda pels zombis. |      |                               |                       |                                   |                                 |
| 44 | 9    | «After»                       | Greg Nicotero         | Robert Kirkman                    | 9 de febrer de 2014             |
| = Michonne captura dos zombis privant-los dels seus braços i mandíbules, per utilitzar-los com en el passat per amagar-se. Reprèn el seu vagar sola, comença a ser turmentada i a tenir malsons amb les persones que ha perdut: el seu fill, el seu company Mike i el seu amic en comú Terry. En Rick, ferit en el tiroteig, comença a buscar menjar i un lloc on refugiar-se amb en Carl. La relació entre tots dos aviat es trenca quan en Rick considera el seu fill només un nen, i Carl se sent frustrat per això, acusant-lo de no haver pogut protegir la Judith, la Lori i tots els altres. L'endemà, en Rick no es desperta i en Carl va a buscar sol, s'adona que no és tan fort com es pensava i lluita per no ser mossegat. A la nit, Carl nota els moviments del seu pare i jadeja i creu que s'ha convertit en un zombi, però és incapaç de matar-lo. Rick, però, no és mort, al contrari, recupera la consciència, i els dos arreglen la relació admetent les seves faltes. Mentrestant, Michonne s'adona que el seu vagar sola no la fa diferent d'un zombi, i decideix buscar els altres seguint els passos que havia trobat abans. En arribar a la casa on es van refugiar en Rick i en Carl, truca a la seva porta plorant d'alegria. |      |                               |                       |                                   |                                 |
| 45 | 10   | «Inmates»                     | Tricia Brock          | Matthew Negrete & Channing Powell | 16 de febrer de 2014            |
| = Daryl i Beth escapen de la presó, perdent de vista els altres. Quedada sola, la noia sembla no haver perdut l'esperança, segura que no és l'última supervivent i amb ganes de trobar els altres, mentre que Daryl apareix buit i gairebé sense forces per continuar. Mentrestant, Tyreese porta la Mika, la Lizzie i la petita Judith que havia aconseguit salvar, al bosc, però són perseguits per zombis atrets pel plor de la nena. L'endemà sent uns crits no gaire lluny i decideix anar a comprovar, deixant soles a les noies i recomanant-los que fugin cap a la seva direcció si veien algun zombi. En arribar a dos supervivents atacats per uns zombis, Tyreese intenta ajudar-los, però tots dos són mossegats. Mentrestant, la Lizzie i la Mika són atacades per altres zombis, sempre atrets per les llàgrimes de la Judith que la Lizzie, per silenciar-la, intenta sufocar, però són salvats per Carol, que els porta de tornada a Tyreese. L'últim supervivent, abans de morir, els parla d'un lloc segur on refugiar-se al qual es pot arribar seguint les vies del tren. Tyreese, Carol i les noies van sortir per les vies a la recerca d'aquesta comunitat segura, anomenada "Terminus". Mentrestant, la Maggie, la Sasha i el Bob s'han refugiat en un clar del bosc; A la Sasha li agradaria acampar, però la Maggie vol anar a l'autobús on va portar Glenn. Els tres troben l'autobús, però dins dels antics residents de Woodbury s'han convertit tots en zombis. La Maggie insisteix a comprovar si en Glenn hi és i així junts els enderroquen a tots: entre ells no hi ha rastre de Glenn. De fet, el nen havia baixat de l'autobús abans que marxés, i encara es troba a la presó, envaït pels zombis. Glenn recull tot el que pugui ser útil, es posa un vestit antidisturbis i s'empeny a la força entre els caminants per sortir. Al carrer, tancada darrere d'una tanca, troba la Tara Chambler. La noia, desesperada per formar part d'aquell atac innoble i veure la seva germana aclaparada pels zombis, sembla haver perdut tota esperança. Glenn aconsegueix convèncer-la que necessita la seva ajuda per trobar la Maggie, i els dos fugen junts. De tornada al carrer, la Tara demana disculpes pel que va passar, informant-li de la mort d'Hershel. Després de defensar-se d'uns zombis, Glenn, esgotat, perd el coneixement i la Tara s'enfronta a l'arribada d'un camió militar del qual baixen dos homes i una dona. |      |                               |                       |                                   |                                 |
| 46 | 11   | «Claimed»                     | Seith Mann            | Nichole Beattie & Seth Hoffman    | 23 de febrer de 2014            |
| = Carl i Michonne van a buscar subministraments consolidant la seva relació i intercanviant confidències. Quedant a la casa per descansar, en Rick s'adona de l'entrada d'un grup de bandolers i s'amaga. Mentrestant, Glenn es desperta amb el camió militar i, assabentat que han avançat l'autobús, insisteix a aturar-se i tornar a caminar cap a ell. El conductor, l'antic sergent Abraham Ford, li demana que ho replantegi per ajudar-los en una missió molt més important: ell i la seva parella Rosita Espinosa estan, de fet, escortant el doctor Eugene Porter a Washington, ja que és conscient de les causes de l'apocalipsi zombi. La discussió de Glenn i Abraham s'escalfa ràpidament en una baralla que atrau els caminants; Eugene es veu obligat a agafar un rifle i, sense poder apuntar, noqueja el camió amb un esclat. Després d'haver-se desfet dels zombis, però sense vehicle, els tres decideixen ajudar a Glenn i Tara a la recerca de Maggie abans de continuar el seu viatge cap a Washington. Mentrestant en Rick, en un intent d'escapar per la finestra, és sorprès per un dels bandolers, però aconsegueix dominar-lo, robar-li l'arma i pujar a l'exterior. Restant amagat de Joe, el líder dels bandolers, s'adona que Carl i Michonne tornen de la seva expedició. Abans que pugui actuar, l'home assassinat a la casa crida l'atenció dels bandits, donant-li l'oportunitat d'arribar a Carl i Michonne i marxar amb ells. De tornada a la carretera, els tres segueixen les pistes i arriben a un rètol que dona indicacions al refugi anomenat Terminus, decidint seguir-lo. |      |                               |                       |                                   |                                 |
| 47 | 12   | «Still»                       | Julius Ramsay         | Angela Kang                       | 2 de març de 2014               |
| 48 | 13   | «Alone»                       | Ernest Dickerson      | Curtis Gwinn                      | 9 de març de 2014               |
| = Bob, Sasha i Maggie arriben a un cartell que indica Terminus. En Bob recorda haver sentit parlar-ne a la ràdio abans d'arribar al departament veterinari i els tres decideixen dirigir-se cap a aquell refugi. Després de fer el campament, la Sasha li confia en Bob els seus dubtes sobre el seu destí i si Glenn encara és viu. Al matí, la Maggie marxa sola deixant un missatge als altres, que es van proposar unir-se a ella. Mentrestant, Beth i Daryl, que ara estan en perfecta harmonia, es refugien en una funerària, però durant la nit l'edifici és atacat per zombis. Mentre Daryl manté els caminants ocupats, ordena a la Beth que fugi fora, però quan arriba al punt de trobada, només troba la seva motxilla i un cotxe a gran velocitat. Daryl persegueix el cotxe seguint les vies, però després de colpejar algunes vies, les perd. Mentrestant, Bob i Sasha arriben prop d'una ciutat i, malgrat la seva insistència, la dona decideix aturar-se i Bob es veu obligat a continuar sol. Tan bon punt s'instal·la en un edifici, Sasha es troba amb Maggie, ajudant-la a eliminar alguns caminants. La noia explica que els esperava, admetent que l'única manera de sobreviure és mantenir-se junts. A prop de les vies, Daryl, trencat d'haver permès que la Beth fos segrestada, ensopega amb el mateix grup que havia forçat en Rick i els altres a allunyar-se de la casa on s'havien refugiat. El seu cap, Joe, li ofereix unir-se a ells. Mentrestant, Maggie i Sasha arriben a Bob i, reunits de nou, caminen junts cap a Terminus. En un altre lloc, Glenn troba un altre dels rètols amb indicacions cap a Terminus. |      |                               |                       |                                   |                                 |
| 49 | 14   | «The Grove»                   | Michael E. Satrazemis | Scott M. Gimple                   | 16 de març de 2014              |
| = Tyreese, Carol, Lizzie, Mika i Judith continuen el seu viatge cap a Terminus per les vies del ferrocarril. Carol, parlant amb Tyreese, assenyala que en Mika és massa fràgil, mentre que la Lizzie està confosa sobre què són realment els zombis. Després d'haver sortit de les vies per descansar, el grup troba una casa al mig del bosc. Trobant molta aigua i menjar, Carol i Tyreese comencen a pensar a establir-s'hi. L'endemà, la Carol des de la finestra veu la Lizzie jugant a ser perseguida per un zombi: surt corrents i la mata, però la Lizzie, molesta, li crida dient que era la seva amiga. A la tarda la nena va amb la Mika a alimentar un zombi atrapat i li diu a la seva germana que els caminants volen que es transformi. Poc després, les noies són atacades per un grup de caminants i fugen de casa. Un cop superada la tanca, juntament amb els nouvinguts Tyreese i Carol, tots junts els derroquen, inclosa la Lizzie. L'endemà, Tyreese confia a Carol que té malsons sobre Karen, reiterant el seu alleujament per retrobar-se amb persones de confiança després de perdre la presó, mentre que Carol està clarament culpable. Els dos, que tornen d'una visita d'inspecció, descobreixen per a la seva consternació que la Lizzie ha matat la Mika per demostrar-los que quan torni estarà bé. La Carol la convenç d'entrar a casa amb Tyreese amb la promesa de lligar la Mika perquè no fugi quan es desperti i, un cop, es trenca a llàgrimes de frustració. Més tard, Tyreese li diu a Carol que va saber per Lizzie que ella era la que donava de menjar als caminants de la presó. Els dos arriben a l'amarga conclusió que la Lizzie és massa perillosa per estar al costat de la gent, i Carol treu la Lizzie l'endemà i la mata. A la nit, després que les dues noies siguin enterrades, Carol li confessa a Tyreese que va matar Karen i David, explicant les seves motivacions. Al principi Tyreese està temptat de venjar-se, però decideix perdonar-la. L'endemà Tyreese i Carol continuen el seu viatge cap a Terminus amb la Judith. |      |                               |                       |                                   |                                 |
| 50 | 15   | «Us»                          | Greg Nicotero         | Nichole Beattie & Seth Hoffman    | 23 de març de 2014              |
| = El grup de Glenn troba un dels rètols de Terminus signat per Sasha, Bob i Maggie i comença a accelerar el seu ritme per posar-los al dia. Mentrestant, Daryl s'ha unit al grup de Joe i ràpidament pren consciència de les senzilles regles que regeixen el grup, en primer lloc la prohibició del robatori i l'obligació de dir la veritat. Mentrestant, Glenn i els altres arriben a un túnel: l'Eugene, l'Abraham i la Rosita decideixen tornar a buscar un cotxe, mentre Glenn i Tara intenten creuar-lo. A l'interior troben la galeria mig enrotllada i una horda de caminants, però en un intent de superar-los, la Tara es queda atrapada amb un peu a les roques. Mentrestant, Abraham, Rosita i Eugene troben un cotxe, però aquest els porta al costat oposat del túnel per esperar a Glenn i Tara. El grup de bandolers s'atura per passar la nit en un garatge i Daryl és acusat per Len, un membre del grup, de robar-li la part de la llebre. Joe buida la seva bossa i troba els béns robats, però Daryl afirma que va ser creat, mentre que Len nega qualsevol reconvenció. Joe dona un cop de puny a aquest i ordena als altres que el castiguin, dient a Daryl que va veure que Len posava la seva part de la llebre a la bossa. Dins del túnel, Glenn i Tara estan a punt de ser aclaparats pels caminants, però són salvats pel grup d'Abraham i Maggie, que es van trobar just abans fora del túnel. Finalment reunit, Eugene convenç a Abraham d'arribar a Terminus abans de reprendre la seva marxa cap a Washington, per trobar subministraments. L'endemà, Daryl veu el cadàver de Len fora del garatge i marxa amb els altres. Joe li informa que estan buscant un home que va matar el seu company; per a això van a Terminus, on creuen que es dirigeix. Ignorant a qui es refereix, Daryl continua pel camí que Rick i els altres van prendre el dia abans. Mentrestant, el grup de Glenn i Maggie arriba a Terminus, un dipòsit de trens, i són rebuts per una local, Mary. |      |                               |                       |                                   |                                 |
| 51 | 16   | «A»                           | Michelle MacLaren     | Scott M. Gimple & Angela Kang     | 30 de març de 2014              |
| = En diversos flashbacks, Hershel ensenya a Rick els conceptes bàsics de l'agricultura i la ramaderia, intentant convèncer-lo que la guerra s'ha acabat. En el present, el grup d'en Rick segueix el seu viatge cap a Terminus, però a la nit es veuen sorpresos per Joe i els altres bandolers, que els giren les armes. Daryl intervé demanant a Joe que els estalviï i el prengui en el seu lloc, però Joe es nega i ordena que el matis a cops. Rick, enmig d'un raptus a causa del perill en què es troba el seu fill, comença una baralla amb Joe, mossegant-lo a la gola. Daryl i Michonne aprofiten el desconcert general per aclaparar els altres bandits, matant-los. Daryl i Rick s'actualitzen sobre els últims esdeveniments i, l'endemà al matí, els quatre reprenen el seu viatge cap a Terminus. Carl confia a Michonne els seus dubtes sobre el seu pare pel que va passar la nit anterior, però la dona el tranquil·litza explicant-li també el seu passat. En arribar al seu destí, en Rick amaga una bossa d'armes com a precaució a l'exterior de la tanca, després entra a Terminus per darrere. Els quatre entren al cobert on es va emetre el senyal de ràdio convidant els supervivents a dirigir-se cap a Terminus, coneixent el líder d'aquell lloc, Gareth. Els quatre reben una cordial salutació, però en Rick aviat reconeix el rellotge d'Hershel, el poncho de la Maggie, el vestit antidisturbis de Glenn i la motxilla d'en Bob en alguns residents de Terminus. Rick pren un ostatge, preguntant pels seus amics. Gareth afirma que aquests objectes van ser pres als caminants, però quan el grup no es creu les seves paraules, dona l'ordre d'obrir foc. Els homes estacionats a tot arreu, però, no disparen per matar-los, sinó que els obliguen a un carreró sense sortida i a rendir-se. Gareth ordena als quatre que entrin en un carruatge marcat amb la lletra "A" on troben el grup d'en Glenn i es troben amb Abraham, Rosita, Eugene i Tara, que, com ells, havien caigut en el parany dels residents de Terminus. Rick, lluny de complir, però, està furiós i comença a meditar la seva venjança. |      |                               |                       |                                   |                                 |

## Producció
El desembre de 2012 es va confirmar una quarta temporada del programa, que consta de 16 episodis. La producció va començar a Senoia, Geòrgia el 6 de maig de 2013. El juliol de 2013, es va informar que David S. Goyer diriria el penúltim episodi de la temporada, tot i que Goyer no va dirigir l'episodi a causa de conflictes de programació. Greg Nicotero, que va substituir Goyer, va dirigir tres episodis per a la temporada, mentre que Tricia Brock i Ernest Dickerson en van dirigir dos cap. Michelle MacLaren ha tornat aquesta temporada per dirigir el final de la temporada, després de dirigir capítols de les temporades una i segona. El cocreador de còmics Robert Kirkman va escriure dos episodis de la temporada. El rodatge es va completar el 23 de novembre de 2013.

## Recepció
La quarta temporada de The Walking Dead ha estat ben rebuda per la crítica. A Metacritic, la temporada té una puntuació de 75 sobre 100, que indica "crítiques generalment favorables", basades en 16 crítiques. A Rotten Tomatoes, la temporada té un 81% amb una puntuació mitjana de 7,60 sobre 10 basada en 32 ressenyes. El consens crític del lloc diu: "Contínuament emocionant, amb un desenvolupament sòlid de personatges i prou gore per complaure als fans de Grindhouse, aquesta temporada de The Walking Dead continua demostrant per què és un dels millors programes de terror de la televisió".